# 도쿄잇코
도쿄잇코(일본어: 東京一工)는 일본의 최상위권 국립 대학 4개를 일컫는 말이다.
- 도쿄 대학(東京大学)
- 교토 대학(京都大学)
- 히토쓰바시 대학(一橋大学)
- 도쿄 공업대학(東京工業大学)

## 같이 보기
- 제목에 "도쿄잇코" 항목을 포함한 모든 문서
- 소케이
- MARCH
- 도쿄 6대학
- 간칸도리쓰